# شبكة ناشفيل
شبكة ناشفيل، التي يشار إليها عادةً باسم تي إن إن، كانت شبكة تلفزيون الكابل موجهة نحو موسيقى الكانتري الأمريكي شملت البرامج مقاطع الفيديو والموسيقى، وحفلات مسجلة، وأفلام، وبرامج ألعاب، وبرامج مجمعة، وعدة برامج حوارية. في 25 سبتمبر 2000، وعقب فشل محاولة جذب المشاهدين الشباب، تم تغيير تنسيق موسيقى الكانتري في تي إن إن وتمت إعادة تسمية الشبكة الوطنية، وأصبحت في النهاية سابيك تي في في 2003 وباراماونت نتورك في 2018.
في عام 2012، تم إنعاش الشبكة كشبكة بث تلفزيوني رقمي في 1 نوفمبر 2012. وقد استمر هذا 11 شهرًا فقط، وغيرت القناة اسمها إلى هارتلاند في 9 أكتوبر 2013. تم إصدار العديد من ألعاب الكمبيوتر ذات وحدة التحكم من النوع الرياضي بترخيص تي إن إن.

## التاريخ

### البدايات
تم إطلاق شبكة ناشفيل كشبكة تلفزيونية أساسية للأقمار الصناعية والكابلات في 7 مارس 1983 وقد كانت تعمل من منتزه أوبريلاند الولايات المتحدة الأمريكية الذي لم يعد له وجود الآن بالقرب من ناشفيل بتينيسي. تفوقت شركة كانتري ميوزك تيليفزيون (سي إم تي)، التي أسسها غلين د. دانيلز، على إطلاق تي إن إن لمدة يومين لتصبح أول شبكة تلفزيون تعمل بكابل موسيقى الكانتري.
كانت تي إن إن مملوكة في الأصل لشركة WSM، Inc. وهي شركة تابعة لشركة الشركة الوطنية للتأمين على الحياة والحوادث التي تمتلك العديد من العقارات الإذاعية والسياحية في ناشفيل والراديو الريفي التقليدي والعرض المسرحي ذا غراند أول أوبري، وقد ركزت في البداية على البرامج ذات الصلة بموسيقى الكانتري الأصلية. تضمنت عروض تي إن إن الرئيسية ناشفيل الآن وغراند أو أوبري لايف، وكلاهما تم بثه على الهواء مباشرة من أوبريلاند الولايات المتحدة الأمريكية. خلال السنة الأولى لبث تي إن إن عرضت الشركة العامة الأمريكية، الشركة الأم لـNL & AIC، الشبكة للبيع، إلى جانب خصائص NL&AI الأخرى، في محاولة للتركيز على أعمالها الأساسية.

### ملكية جايلورد (1983-1997)
اشترت شركة جايلورد إنترتينمنت تي إن إن وخصائص أوبريلاند في النصف الأخير من عام 1983. تم إنتاج الكثير من برامج تي إن إن خلال عصر جايلورد في الأصل من قبل شركة أوبريلاند للإنتاج، المملوكة أيضًا لشركة جايلورد إنترتينمنت. تضمنت البرامج برامج متنوعة وبرامج حوارية وألعاب (مثل فاندانغو وأعلى بطاقة) وبرامج في الهواء الطلق وعن أسلوب الحياة، وكلها تتمحور بطريقة ما حول موسيقى الكانتري أو ثقافة جنوب الولايات المتحدة. تضمنت بعض المواهب الشهيرة على الهواء في قناة تي إن إن ملكة جمال أمريكا 1983 ديبرا مافيت (TNN Country News)، وشخصيات إعلامية محلية في ناشفيل مثل رالف إميري، ودان ميلر، وتشارلي شايس، ولوريان كروك، وغاري بيتي، بالإضافة إلى نجوم معروفين مثل مغني موسيقى الكانتري بيل أندرسون والممثلتان فلورنس هندرسون ودينه شور. حتى أن تي إن إن أطلقت نجومًا من صنعها مثل الصياد المحترف المخادع بيل دانس. لقد استضاف مغني غراند أول أوبري والنجم الريفي في الستينيات بوبي لورد، المعروف بمهاراته كرياضي والذي يعيش في موطنه فلوريدا، برنامج رياضي الكانتري، الذي يتميز برحلات الصيد وصيد الأسماك مع العديد من نجوم الريف. ولكونه مستوحى من برنامج الرياضي الأمريكي التابع لأيه بي سي، فقد تمت إعادة تسمية برنامج تي إن إن لاحقًا باسم رياضي المشاهير بعد أن اعترضت أيه بي سي على تشابهه مع برنامجها. كان أحد البرامج الأكثر شعبية التي تم بثها على الشبكة خلال هذا الوقت هو عرض متنوع استضافته الرباعية الموسيقية الكانترية الأخوة ستاتلر.
في عام 1991، اشترت جايلورد إنترتينمنت، قناة سي إم تي، المنافس الرئيسي لشركة تي إن إن، وشغّلتها إلى جانب تي إن إن. واصلت سي إم تي عرض مقاطع الفيديو الموسيقية الكانترية حصريًا عبر ملكية جايلورد. بعد الاستحواذ، تخلصت تي إن إن بسرعة من مقاطع الفيديو الموسيقية الخاصة بها، بينما وجهت المشاهدين إلى سي إم تي لهذا الغرض.
في عام 1993، بدأ إيمري تقاعدًا قصير الأمد من البث، وغادر ناشفيل الآن في هذه العملية. عند خروج إيمري، تم دمج البرنامج مع برنامج زميل من تي إن إن هو كروك آند تشيس وأعيدت تسميته مدينة الموسيقى الليلة (استضافته لوريان كروك وتشارلي شايس). في نفس العام، ظهر برنامج أخبار الكانتري تي إن إن واستضافته ديبرا مافيت. ظهرت كتلة البرمجة في الهواء الطلق تي إن إن لأول مرة في عام 1993، وتضم برامج عن الصيد وصيد الأسماك، بالإضافة إلى سلسلة روديو وركوب الثيران. في عام 1996، ترك كروك وشايس البرنامج لإعادة إطلاق برنامجهما الذي يحمل اسمًا في المشاركة النهارية؛ عاد البرنامج حصريًا إلى تي إن إن في عام 1997. في هذه الأثناء، تم تجديد مدينة الموسيقى الليلة مرة أخرى ليشبه بشكل أكبر تنسيق ناشفيل الآن الأصلي، ولكن تم تغيير علامتها التجارية إلى الكانتري وقت الذروة. تمت استضافة هذا الإصدار في الأصل من قبل الممثل توم ووبات (من ذا دوكس أوف هازرد). تم استبداله لاحقًا بالمغني وكاتب الأغاني غاري شابمان، الذي حقق نجاحًا نسبيًا مع البرنامج حتى تم إلغاؤه في عام 1999 كجزء من تغيير تركيز الشبكة.
كان لدى تي إن إن قسمان فرعيان يركزان على البرمجة المتخصصة: تي إن إن في الهواء الطلق وتي إن إن رياضة السيارات. في عام 1998، أصبحت المغنية تريسي بيرد المتحدثة الرسمية على الهواء في كتلة تي إن إن في الهواء الطلق، وبقيت حتى عام 2000. كان قسم تي إن إن رياضة السيارات مسؤولًا عن إنتاج جميع تغطية شبكة سباقات السيارات ورياضة السيارات. فيما يتعلق بالأخير، كانت سباقات ناسكار (بما في ذلك سباقات كأس وينستون آنذاك، ووسلسلة بوش غراند الوطنية، ووسلسلة شاحنات كرافتسمان) هي الأكثر بروزًا. ومع ذلك، تم أيضًا عرض سباقات من سلاسل أخرى مثل الرابطة الدولية لرياضة السيارات، وإندي كار، وجمعية السرعة الأمريكية، وعالم الخارجين عن القانون، وNHRA Full Throttle Drag Racing Series، وكذلك سباقات الدراجات النارية والشاحنات الوحشية. تم أيضًا تسويق تي إن إن في الهواء الطلق وتي إن إن رياضة السيارات ككيانات منفصلة، حيث تبيع مجموعة متنوعة من البضائع ويتم تصنيفها في ألعاب الفيديو مثل بطولة تي إن إن للصوت العميق للأبطال وتي إن إن في الهواء الطلق مسابقة الصوت العميق '96.
في عام 1995، تم نقل عمليات رياضة السيارات الخاصة بالشبكة إلى المنطقة الصناعية الواقعة في شارلوت موتور سبيدواي في كونكورد بنورث كارولينا، حيث اشترت تي إن إن حصة مسيطرة في مشاريع الرياضة العالمية، وهي شركة إنتاج لرياضة السيارات. من بين الشخصيات البارزة في سباقات تي إن إن مايك جوي، وستيف إيفانز، وإيلي جولد، وبادي بيكر، ونيل بونيت، وراندي بيمبرتون، ورالف شاهين، وديك بيرغرين، ومات يوكوم، وبروك ييتس، وبول بيج، ودون جارليتس، وغاري جيرولد، وجيش أرمسترونج، وريك بنجامين.
كانت برامج الهواء الطلق ورياضات السيارات ناجحة للغاية، فقد كانت تلك العروض فقط، بحلول أوائل التسعينيات، هي التي شوهدت أيام الأحد، دون أي برامج موسيقية.

### ملكية ويستينغهاوس-سي بي إس / فاياكوم (1997-2000)
اشترت شركة ويستينغهاوس إلكتريك، التي كانت تمتلك شبكة سي بي إس في ذلك الوقت ولديها علاقة حالية مع تي إن إن من خلال قسم مجموعة دبليو التابع لها، تي إن إن وشبكتها الشقيقة سي إم تي في عام 1997 لتشكيل قسم سي بي إس للكابلات، إلى جانب مع شبكة بدء تشغيل قصيرة العمر بعنوان عين على الناس.
توقفت معظم البرامج الترفيهية الأصلية عن الإنتاج خلال هذه الفترة، وبدأت الشبكة في الاعتماد أكثر على برنامجي تي إن إن في الهواء الطلق وتي إن إن رياضة السيارات. لقد سمحت لها روابطها بشبكة سي بي إس بعرض درامات سي بي إس ذات الطابع الجنوبي من الثمانينيات مثل الدوقات من هازارد ودالاس، كما سمحت لها بحمل تجاوزات سي بي إس الرياضية، والتي حدثت خلال سلسلة ناسكار بوش في تكساس موتور سبيدواي وأيضًا حدث بغا تور في فايرستون كونتري كلوب. كما قامت ببث بيبسي 400 1998 في 17 أكتوبر 1998، بعد أن عجزت شبكة سي بي إس عن بثها في التاريخ الذي تمت إعادة جدولته (ابتداءً من 4 يوليو، بسبب حرائق الغابات في فلوريدا عام 1998).
شهدت أواخر التسعينيات أيضًا أولى محاولات الشبكة لإبعاد نفسها عن موسيقى الكانتري وصورة نمط الحياة الريفية والتعامل مع فئة ديموغرافية أصغر سنًا، والتي تمثل عامل جذب أكثر للمعلنين المحتملين. في عام 1998، أسقطت الشبكة لقب «شبكة ناشفيل» واختصرت اسمها الرسمي إلى تي إن إن، وانتقلت الملكية إلى شركة فاياكوم في عام 2000 بعد استحواذ تلك الشركة على شركة سي بي إس التي خلفت شركة ويستينغهاوس. انتقلت تي إن إن لاحقًا من مقرها الأصلي في ناشفيل إلى مدينة نيويورك وتم دمجها في قسم شبكات إم تي في التابع لشركة فاياكوم؛ ومع ذلك، ظلت شبكة سي إم تي الشقيقة موجودة في ناشفيل وصارت تبتعد عن مقاطع الفيديو الموسيقية على مدار الساعة طوال أيام الأسبوع من أجل برامج عن نمط الحياة.
شهد عام 1998 العرض الأول لفيلم رولر جام، والذي أعاد رولر ديربي إلى التلفزيون لأول مرة منذ ما يقرب من عقد من الزمان. في العام التالي، بدأت تي إن إن علاقتها مع المصارعة المحترفة، حيث وقعت عقدًا لمدة ثلاث سنوات مع إكستريم تشامبيونشيب ريسلينغ (إي سي دبليو). كان برنامج إي سي دبليو على تي إن إن هو العرض الأعلى تقييمًا على تي إن إن حتى عام 2000، رغم محدودية الإعلانات (التي كانت نقطة خلاف مع مسؤولي إي سي دبليو). شكل إي سي دبليو على تي إن إن ورولر جام جوهر كتلة برنامج «منطقة الإثارة ليلة الجمعة» للشبكة، والتي كانت مسؤولة عن زيادة نسبة مشاهدة الشبكة من الشباب الذكور في ليالي الجمعة.

### تغيير التنسيق
في عام 2000، استشعرت شركة فاياكوم التكرار بين خصائص تي إن إن وسي إم تي الخاصة بها، وحفزها استحواذها على حقوق برامج وورلد ريسلينغ فيدرايشن (WWF، الآن WWE)، على إعادة تركيز تي إن إن. تمت إعادة تسمية الشبكة باسم الشبكة الوطنية في 25 سبتمبر (لاحقًا تي إن إن الجديدة) وتمت إعادة تنسيقها للتنافس مع تي إن تي وتي بي إس ويو إس إيه نيتورك من خلال جذب المشاهدين من الفئة العمرية 18 إلى 49 عامًا. قبل عام 2000، كان أكثر من نصف مشاهدي قناة تي إن إن يبلغون من العمر 55 عامًا وأكثر. كان ثلثهم فقط تتراوح أعمارهم بين 18 و49 عامًا، وفقًا لأبحاث Nielsen Media Research.
تضمنت بعض برامج تي إن إن المسلسلات الهزلية خارج الشبكة مثل ديفرنت ستروكس، وWKRP في سينسيناتي، وسنوات العجائب، وتاكسي، والإعادة الفاشلة لبرنامج رن وستمبي باسم رن وستيمبي "كارتون بارتي للبالغين". في النهاية، تمت إضافة العروض الموجهة للذكور، مثل بيواتش، وميامي فايس، ومونستر جام، وركوب الثور، وحرب الروبوتات، وستار تريك: الجيل التالي إلى تشكيلة الشبكة حيث تم تغيير التركيبة السكانية لاستهداف «الشباب البالغين». أدى هذا التغيير في التركيبة السكانية المستهدفة إلى إعادة إطلاق قناة تي إن إن الجديدة باسم سبايك تي في في أغسطس 2003، ثم أعيدت تسميتها إلى سبايك في عام 2006.
في عام 2008، كانت سبايك متاحًا في 96,1 مليون منزل أمريكي، وكان متوسط عمر مشاهديها 42. تميزت الشبكة بإعادة تشغيل البرامج الشهيرة مثل سي إس آي، وسي إس آي: نيويورك، والأسرار التي لم تحل، ومتزوج ولدي أطفال، وأحداث يو إف سي والعديد من البرامج والأفلام الأصلية. كان القناة أيضًا موطنًا لمنظمة المصارعة المحترفة توتال نونستوب أكشن ريسلينغ، وبرنامجها الرئيسي إمباكت ريسلينغ حتى يناير 2015، عندما انتقل البرنامج إلى الوجهة أمريكا.
تمت إعادة تسمية سبايك باسم باراماونت نتورك في 18 يناير 2018.

### الإنعاش
في 16 أبريل 2012، أُعلن أن شركة لوكين للاتصالات وجيم أوينز إنترتاينمينت ستعيدان إطلاق شبكة ناشفيل كشبكة بث تلفزيوني رقمي في 1 نوفمبر 2012. استحوذت شركة جيم أوينز إنترتاينمينت، منتجة برنامج كروك آند تشيس التلفزيوني وبرنامج كروك آند تشيس العد التنازلي لأفضل 40 الإذاعي (من بين برامج أخرى)، على العلامة التجارية لشبكة شبكة ناشفيل، والشعار، وبعض البرامج المؤرشفة.
في أكتوبر 2013، انتهت الشراكة بين جيم أوينز إنترتاينمينت ولوكين للاتصالات، وتغير اسم شبكة ناشفيل إلى هارتلاند. استمرت الشبكة المعاد تسميتها في نفس التنسيق والبرمجة. وكجزء من الانقسام، احتفظ جيم أوينز إنترتاينمينت بعلامة تي إن إن التجارية.
في 24 أبريل 2019، أعلن مالك المحطة التلفزيونية غراي تيليفزيون عن مشروع مشترك لخدمة موسيقى الكانتري مع مجموعة غراند أول أوبري إنترتاينمينت، وهي شركة تابعة لعقارات ريمان للضيافة، المالك السابق لشبكة ناشفيل، تحت اسم شبكة الدائرة. ستتألف الخدمات من شبكة بث رقمية ومنصة دفق خدمة وسائط من أعلى. سيكون مقر المشروع المشترك في ناشفيل تحت إشراف المدير العام درو ريفنبرجر. ستساهم غراي بقدرات التوزيع والتسويق، ومعرفة البث المتعدد وضم جميع القنوات الفرعية لمحطاتها التلفزيونية بالخدمة الجديدة. تمثل هذه المحاولة الثالثة لإحياء مفهوم ما قبل عام 2000 لتي إن إن، ولكن بدون العلامة التجارية لكون علامة تي إن إن التجارية المملوكة الآن لجيم أوينز إنترتاينمينت.